# Lucy Oporto
Lucy Oporto Valencia (n. 1966) es una filósofa y ensayista chilena. Si bien ha sido descrita como allendista y crítica del neoliberalismo, se hizo conocida a fines de 2019 al ser una de las primeras voces contrarias al estallido social de ese año. Acuñó y desarrolló los conceptos de lumpenfascismo y lumpenconsumismo y se declara discípula de los filósofos Gastón Soublette y M. E. Orellana Benado.

## Estudios
Estudió paralelamente en el Colegio Alemán de Valparaíso y en el Conservatorio de la PUCV. Ingresó a estudiar interpretación musical en guitarra en la Pontificia Universidad Católica de Chile en 1985 y filosofía en la Universidad de Valparaíso en 1995. Posee estudios doctorales de filosofía por la Pontificia Universidad Católica de Valparaíso. No es parte de departamento universitario alguno y dice no interesarle. Tampoco ejerce la docencia secundaria y se ha dedicado a la investigación independiente y el estudio privado.

## Ideas
Su libro Los perros andan sueltos: Imágenes del posfascismo (2015), que reúne dos décadas de sus trabajos, elabora una cartografía de la sociedad chilena a partir de su experiencia con la dictadura militar. Afirma que las lógicas de dominación son, en el Chile la transición a la democracia, transversales, y que los vicios usualmente asociados a la dictadura se reproducen en todos los niveles de la sociedad. Describe una sociedad corrompida por la impunidad a los violadores de los derechos humanos y a un "sujeto de la revuelta" como el estandarte de un pueblo envilecido, "una autocomplaciente horda de consumidores" que no salió a destruir por un deseo de justicia, sino de privilegio, esto es gozar de la impunidad de sus amos. Desarrolla aquí con mayor profundidad el concepto de "lumpenfascismo", que había utilizado por primera vez en un paper publicado en 2011.
A un mes del estallido social publica la columna que llama la atención de medios y académicos: "Lumpenconsumismo, saqueadores y escorias varias: tener, poseer y destruir". Siguiendo la línea de su libro de 2015, Oporto postula que los manifestantes del "estallido" no son víctimas sino vándalos alienados incapaces de relacionarse con el mundo de un modo distinto a la dinámica de la utilidad, el descarte y la destrucción. No llama "estallido social" sino "asonada" a los acontecimientos de octubre de 2019, para así sostener que no se trató de un fenómeno espontáneo sino organizado, dirigido y programado.
Junto a este se publicaron otros catorce artículos escritos entre 2014 y 2021 bajo el título He aquí el lugar en que debes armarte de fortaleza. Escritos de crónica filosófica (Katankura, 2022). A través del avance cronológico de los ensayos da explicación a lo que considera una "normalización de la violencia, el fuego y las capuchas" y, citando al cineasta Pier Paolo Pasolini, acusa una pulsión generalizada (compartida por "opresores y oprimidos") por "tener, poseer, destruir" propia de la neoliberalización del país. Define a quienes realizaban destrozos durante las protestas de 2019-20 como "la podredumbre moral de la sociedad de consumo: depredadores siempre insatisfechos, dispuestos a tener, poseer y destruir, como único horizonte de su presente carente de contenido humano y espiritual. Son la escoria de la sociedad de consumo, y cómplices de su disolución constitutiva y autojustificada". Advierte además, una falta de "fuerzas espirituales y morales" para sobrellevar la crisis, así como una dominación absoluta del "mal" que se encuentra encarnado en la sociedad de consumo. 

### Recepción y críticas
Para el académico Pablo Ortúzar, el planteamiento de Oporto "nos entrega la negatividad necesaria para poder observar reflexivamente mucho de lo que ha ocurrido hasta ahora: rompe el hechizo que permite a la acción bruta presentarse como portadora de bienes superiores", pero falla en tanto asume que "la alienación es todo lo que hay. Es decir, que la degradación de los degradados por el sistema, además de real, es total". Respecto del artículo publicado en 2019, el filósofo italiano Franco Berardi lo consideró "muy interesante" y "admirable", pero señaló críticamente que "la tarea del intelectual, del poeta y del activista es comprender las motivaciones de la violencia desde el punto de vista del sufrimiento. Siempre tenemos que rechazar la violencia en cuanto acción dirigida a reducir, someter y humillar a los demás, pero en sí la condena a la violencia es inútil y moralista si no entendemos que tal vez la violencia es la única manera de oponerse a lo insoportable y de despertar un cuerpo oprimido por la depresión".El psicólogo social Juan Correa escribe que la obra de Oporto es "un discurso de negación radical de la política. Para ella no se trata de proyectos políticos contrapuestos para organizar y gobernar la sociedad chilena sino de las fuerzas oscurantistas intentando destruir la luz de la verdad y del bien".Mientras que la académica Cherie Zalaquett critica la valoración de la propiedad pública y privada por sobre las vidas humanas en la apología del orden realizada por Oporto.

## Obras

### Libros publicados
- Oporto Valencia, Lucy (2012). Una arqueología del alma. Ciencia, metafísica y religión en Carl Gustav Jung. Santiago: Editorial USACH. ISBN 9789563031409
- ______(2013). El Diablo en la música. La muerte del amor en El gavilán, de Violeta Parra. 1a. edición, Altazor, Viña del Mar, 2008. 2a edición corregida y aumentada. Santiago: Editorial USACH. ISBN 9789563031867
- ______(2015). Los perros andan sueltos. Imágenes del postfascismo. Santiago: Editorial USACH. ISBN 9789563032871
- ______(2016). La inteligencia se acrecienta en la Nada. Santiago: Ediciones Inubicalistas. ISBN 9789569301162
- ______(2022). He aquí el lugar donde debes armarte de fortaleza. Ensayos de crónica filosófica. Santiago: Editorial Katankura. ISBN 9789560942043

### Artículos
- Oporto Valencia, Lucy (2011). La maduración de la serpiente: El Quiltro, el Movimiento Estudiantil y la putrefacción de Chile. Cisma: Revista del Centro Telúrico de Investigaciones Teóricas, 1.
- ______(2012). El ojo muerto de Violeta: el gavilán en “Violeta se fue a los cielos” (2011), de Andrés Wood. Neuma, 1 (Santiago: Universidad de Talca), 88-120.
- ______(2014). Violeta Parra y el problema del mal. Hermenéutica intercultural: revista de filosofía, 23 (Santiago: Ediciones Universidad Católica Silva Henríquez), 181-201.
- ______(2014). La impunidad como eje del mal. Derecho y Humanidades, 23 (Santiago: Universidad de Chile), 239-249.
- ______(2019). "Lumpenconsumismo, saqueadores y escorias varias: tener, poseer y destruir" en: Escritores y Poetas en Español, 17 de novimebre de 2019.
- ______(2022). "Epitafio: Horda de perros y narcofascismo" en: Escritores y Poetas en Español, 28 de marzo de 2022.

### Libros editados
- Oporto Valencia, Lucy ed. (2017). Cine, humanismo, realidad. Textos reunidos, de Sergio Salinas Roco. Tres volúmenes. Santiago: Editorial USACH. ISBN 9789563033281